# Guit County
Guit County ist ein County (Verwaltungseinheit) im Bundesstaat Unity im Südsudan. Das Gebiet wurde im Bürgerkrieg im Südsudan 2013 bis 2018 stark in Mitleidenschaft gezogen.

## Geographie
Das Gebiet liegt zwischen dem Weißen Nil im Osten und Northern Liech im Westen. Es ist großenteils eben und von zahlreichen Flüssen und Feuchtgebieten durchzogen.

## Sicherheitsprobleme
Noch im August 2015 war es für Außenstehende schwierig in das Gebiet des Guit County zu kommen, da es seit Dezember 2013 immer wieder zu Kämpfen kam.
Viele Menschen wurden vor allem 2015 zur Flucht gezwungen.

„Laut Offiziellen Angaben von Südsudanesischen Stellen (SSRRA) ist, neben einer verletzlichen Bevölkerung von 2540 Personen in Nimni, das Payam Gastort für etwa 14.000 IDPs (Interne Flüchtlinge), die meisten davon Frauen und Kinder. Nimni und die vier angrenzenden Payams gewähren auch insgesamt noch einmal etwa 70.000 IDPs Unterschlupf.“

Humanitarian Response (IRNA) berichtete, dass in Guit County im August 2014 zusätzlich Schäden durch Überflutungen entstanden seien.
Im April 2015 wurde von einer hohen Sterblichkeit sowohl bei Menschen als auch bei Tieren aufgrund der schwierigen Bedingungen berichtet. „Menschen überleben durch das Essen von wild wachsenden Pflanzen wie Wasserlilien, Lalob und zu einem geringen Teil Fisch. Große Sterblickeit bei den Tieren hat zu einem schwinden der Milchproduktion und Handelsschwierigkeiten für Hirten geführt.“
Flüchtlinge aus Werni in den östlichen Nuba-Bergen haben die Sudan Armed Forces (SAF) beschuldigt Hunger als Waffe zu nützen um sie zur Flucht zu treiben.

## Persönlichkeiten
- Taban Deng Gai, Jikany Nuer  und ehemaliger Gouverneur des Unity State, und Führer der SPLM/A–IO.[7]